# Tobias Haslehner
Tobias Haslehner (* 19. Februar 2001 in Ansfelden) ist ein österreichischer American-Football-Spieler auf den Positionen der Offensive Line.

## Werdegang
Haslehner begann 2012 im Nachwuchsbereich des oberösterreichischen Teams Steelsharks Traun mit dem American Football. 2018 gewann er mit der U19-Mannschaft den erstmals ausgetragenen Oberösterreich-Cup. Zur AFL-Saison 2019 wurde Haslehner in den Kader der Kampfmannschaft befördert. Mit der österreichischen U19-Nationalmannschaft wurde er 2019 in Bologna Junioren-Europameister.
Für die Saison 2023 unterschrieb Haslehner einen Vertrag bei den Raiders Tirol aus der European League of Football (ELF).

## Privates
Haslehner hieß zunächst Höftberger mit Nachnamen. Er hat eine Schwester. Sein Vater Gerald war ebenfalls als Offensive Lineman im American Football aktiv und spielte gemeinsam mit seinem Sohn bis 2021 bei den Steelsharks Traun. Haslehner begann ein Studium an der Johannes Kepler Universität Linz.